# Брожик, Вацлав
Вацлав Брожик (чеш. Václav Brožík; 5 марта 1851, Железни-Гамр, Тршемошна — 15 апреля 1901, Париж) — чешский художник, один из крупнейших чешских мастеров XIX столетия.

## Жизнь и творчество
Родился в Тршемошне в 1851 году. Происходил из бедной семьи, изучал литографию. При финансовой поддержке местного помещика в 1868 году Вацлав Брожик поступил в пражскую Академию изящных искусств, в класс Эмиля Лауфера. Здесь же он в первый раз выставил свою картину. В 1871 году художник продолжил своё обучение в Академии живописи в Дрездене, а с 1873 года — в мюнхенской Академии. В Мюнхене Брожик подпадал под творческое влияние Пилоти. По окончании учёбы, после короткого пребывания в Праге, Брожик с 1876 года жил и работал в Париже. В 1879 году он совершил учебную поездку в Нидерланды. В последующие годы Брожик жил попеременно в Париже и в Праге, где он, начиная с 1893 года, преподавал в Академии художеств. В 1879 году он женился на Гермине Седельмейер, дочери богатого парижского арт-дилера Чарльза Седельмейера. В 1896 года он стал членом парижской Академии изящных искусств. Умер в результате острой сердечной недостаточности. Похоронен в Париже, на Монмартрском кладбище.
Художественное мастерство В. Брожика получило признание уже при его жизни. Мастер придерживался академического стиля в живописи. Особенным интересом пользовались многочисленные полотна художника, посвящённые историческим событиям, в первую очередь из прошлого Чехии. Искусство его пользовалось успехом и за пределами родины. Так, в 1893 году в США была выпущена почтовая марка с изображением полотна Брожика «Колумб приносит присягу королеве Изабелле».

## Галерея
- Ян Гус на Констанцском соборе (1883)
- Первые шаги (1882)
- Незабудки
- Пастушка гусей
- Ян Коменский и Карел Старший из Зеротина (1873)
- Колумб присягает королеве Изабелле
- Женский портрет
- Портрет Александра Брандейса
- На прогулке (1880-е годы)
- Ян Коменский в своей мастерской в Амстердаме (1891)
- Поликсена из Лобковиц
- Бретонский пейзаж с пастушкой (ок. 1890)
- Сидящая дама
- Портрет французской девочки
- Портрет Кристианы Фуллер
- Портрет Мориса, сына художника
- Посетители в мастерской
- Портрет Каролины